# Wodzisław (gemeente)
De gemeente Wodzisław is een landgemeente in het Poolse woiwodschap Święty Krzyż, in powiat Jędrzejowski.
De zetel van de gemeente is in Wodzisław.
Op 30 juni 2004 telde de gemeente 7653 inwoners.

## Oppervlakte gegevens
In 2002 bedroeg de totale oppervlakte van gemeente Wodzisław 176,66 km², waarvan:
- agrarisch gebied: 82%
- bossen: 12%

De gemeente beslaat 14,06% van de totale oppervlakte van de powiat.

## Demografie
Stand op 30 juni 2004:
| Omschrijving                   | Totaal | Totaal | Vrouwen | Vrouwen | Mannen | Mannen |
| ------------------------------ | ------ | ------ | ------- | ------- | ------ | ------ |
| eenheid                        | aantal | %      | aantal  | %       | aantal | %      |
| inwoners                       | 7653   | 100    | 3894    | 50,9    | 3759   | 49,1   |
| bevolkingsdichtheid (inw./km²) | 43,3   | 43,3   | 22      | 22      | 21,3   | 21,3   |

In 2002 bedroeg het gemiddelde inkomen per inwoner 1321,13 zł.

## Aangrenzende gemeenten
Działoszyce, Jędrzejów, Kozłów, Książ Wielki, Michałów, Sędziszów
- Library of Congress Control Number: n82021287
- Nationale Bibliotheek van Israël: 987007557582305171
- Virtual International Authority File: 159464349